# Kupfergraben (Spree)

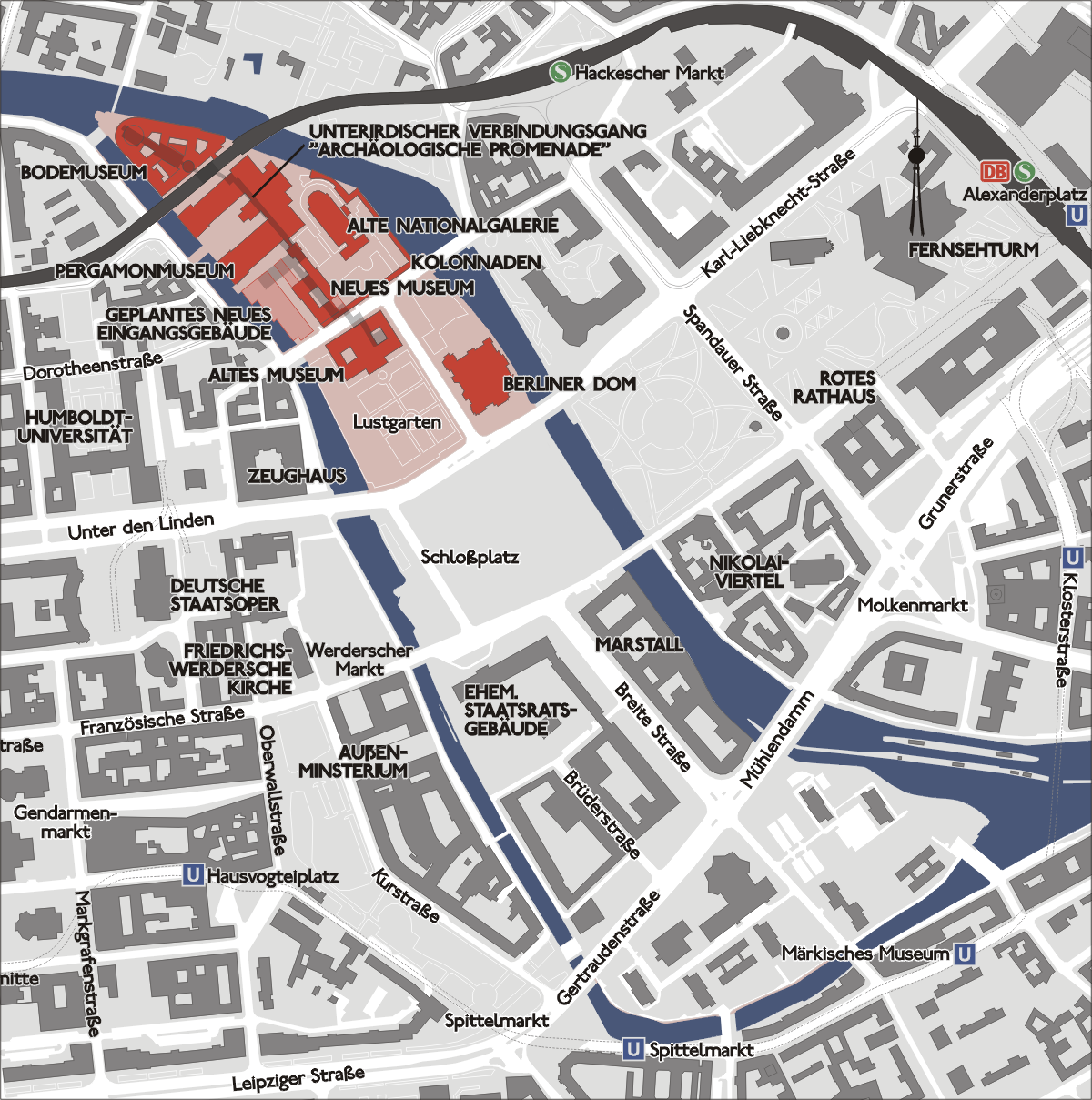
Spreeinsel und Verlauf des Spreekanals, ab dem Zeughaus nach Norden Kupfergraben genannt

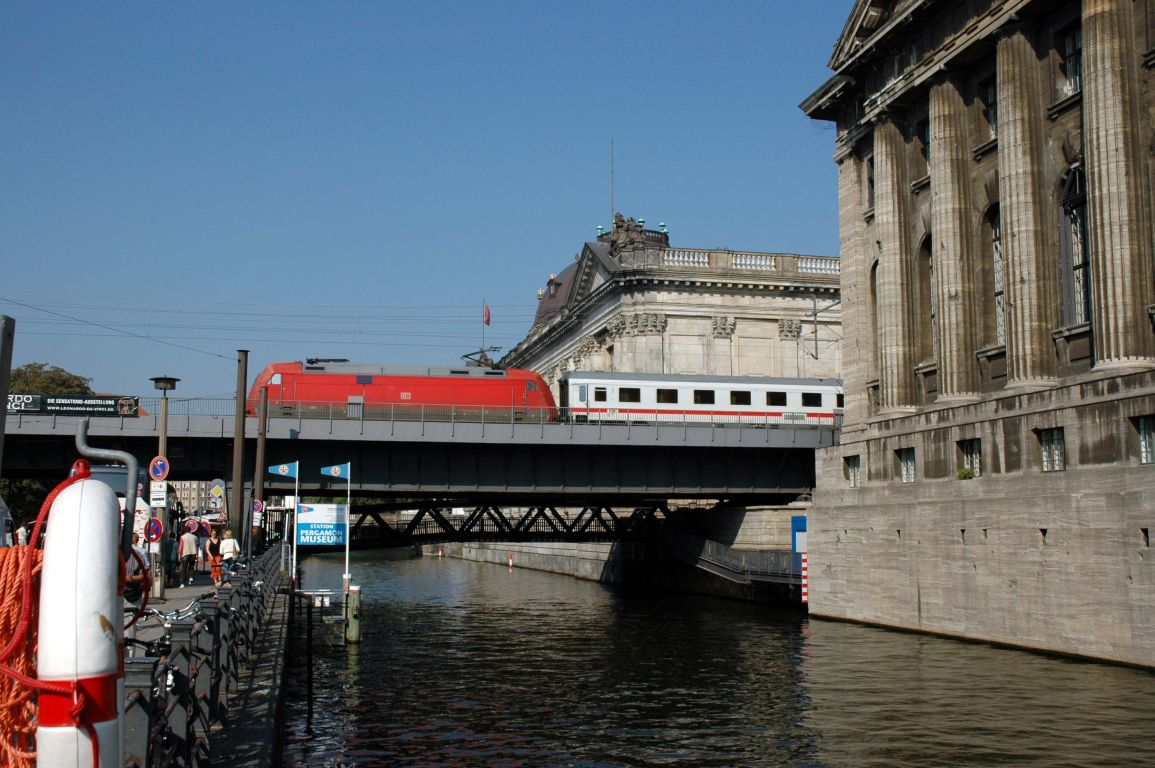
Kupfergraben zwischen Pergamon- und Bode-Museum

Mit Kupfergraben wird der 400 Meter lange nördliche Teil des kanalartig ausgebauten linken Spreearms, des Spreekanals, entlang der Museumsinsel von der Eisernen Brücke bis zur Spree bei Kilometer 16,31 im Berliner Ortsteil Mitte bezeichnet. Der Spreekanal (SpK) mit einer Länge von zwei Kilometern gehört zur Bundeswasserstraße Spree-Oder-Wasserstraße, für die das Wasserstraßen- und Schifffahrtsamt Spree-Havel zuständig ist. Am Kupfergraben ist der Name einer auf dem Westufer des Kupfergrabens parallel verlaufenden Straße, die der Museumsinsel gegenüberliegt.

## Geschichte des Spreearms
Der Name Kupfergraben bezieht sich wahrscheinlich auf ein Gießhaus, das hier vom 16. Jahrhundert bis 1875 existiert hat und in dem unter anderem Kupfer verarbeitet wurde. Ab Mitte des 16. Jahrhunderts bildete der Kupfergraben, damals Cöllnischer Stadtgraben genannt, einen Teil des Unterkanals der Berliner Stadtschleuse. Bei der Neuanlage dieses Ingenieurbauwerks wurde 1885 der Kupfergraben verbreitert. Die Schleuse ist seit 2000 unbenutzbar, daneben gibt es ein Wehr.
Über den Kupfergraben führen die Straßenbrücken Monbijoubrücke und Eiserne Brücke sowie ein namenloser Steg zum Pergamonmuseum und eine hoch aufgeständerte Eisenbahnbrücke der Berliner Stadtbahn.

## Gestaltungsidee
Der Entwurf der Berliner Architekten- und Künstlergruppe realities:united zur Einrichtung des Flussbades Berlin am Kupfergraben gewann 2011 beim regionalen Wettbewerb für nachhaltige Architektur- und Infrastrukturprojekte der Holcim-Stiftung den Hauptpreis für die Region Europa. 2012 erhielt der gleiche Entwurf den Bronzepreis beim weltweiten Wettbewerb des Holcim Award for Sustainable Construction. Wann eine Realisierung erfolgen kann, steht noch nicht fest.